# Omar Berdiýew
Omar Ärnyýazowiç Berdiýew, ros. Омар Эрниязович Бердыев, Omar Ernijazowicz Bierdyjew (ur. 25 czerwca 1979, Turkmeńska SRR, zm. 6 stycznia 2023) – turkmeński piłkarz, grający na pozycji obrońcy. Posiada reż obywatelstwo kazachskie i uzbeckie.

## Kariera piłkarska

### Kariera klubowa
W 1998 rozpoczął karierę piłkarską w klubie Nisa Aszchabad. W 2000 przeszedł do Köpetdagu Aszchabad. W 2002 wrócił do Nisy. Jesienią 2002 bronił barw kazachskiego Szachtiora Karaganda. Na początku 2003 powrócił znów do Nisy, ale latem 2003 ponownie wyjechał za granicę, gdzie potem występował w ukraińskim Metalist Charków oraz kazachskich klubach FK Atyrau i Jesil-Bogatyr Petropawł. Latem 2007 przeniósł się do Uzbekistanu, gdzie zasilił skład Dinama Samarkanda. Na początku 2009 został piłkarzem FK Olmaliq, ale po pół roku przeniósł się do azerskiego Karvana Yevlax, w którym zakończył karierę piłkarza w roku 2010.

### Kariera reprezentacyjna
W latach 2000–2010 bronił barw reprezentacji Turkmenistanu.

## Sukcesy i odznaczenia

### Sukcesy piłkarskie
Nisa Aszchabad
- mistrz Turkmenistanu: 1998/99
- zdobywca Pucharu Turkmenistanu: 1998

Köpetdag Aszchabad
- mistrz Turkmenistanu: 2000
- wicemistrz Turkmenistanu: 2001
- zdobywca Pucharu Turkmenistanu: 2000, 2001